# Mongolernas andra invasion av Burma
Mongolernas andra invasion av Burma var ett militärt fälttåg från 1300 till 1301 då den mongolstyrda kinesiska Yuandynastin gjorde ett invasionsförsök på kungariket Myinsaing, dagens Myanmar. Invasionsförsöket misslyckades efter att de burmesiska befälhavarna mutat invasionsstyrkans ledning. Efter nederlaget lämnade mongolerna Burma.

## Bakgrund
På 1270-talet avslutade mongolväldet invasionen av Kina och 1271 bildade Khubilai khan Yuandynastin och etablerade huvudstaden Khanbalik (dagens Peking). Med början 1277 invaderade Yuandynastin kungariket Pagan, dagens Myanmar och Yuandynastin etablerade provinsen Zhengmian i norra Burma. Fred undertecknades slutligen i januari 1287. Den burmesiska kungen Narathihapate mördades dock i juli samma år av sin son, varefter anarki utbröt och landet splittrades utan något centralt styre.
På grund av det uppkomna kaoset gick guvernören i Yunnans  in i Burma och tågade mot dess huvudstad Pagan. Det råder oenighet bland historiker huruvida mongolerna intog Pagan, men de etablerade sig i Tagaung. Burma var då nära på helt upplöst, men mongolerna tog inte kontroll över regionen och försökte inte återskapa ordning i landet. Det tog till maj 1289 innan Narathihapate son Kyawswa lyckades ta kontroll över området runt Pagan. Mongolerna behöll kontrollen över provinsen Zhengmian i norra Burma. I januari 1297 kapitulerade Kyawswa till Yuandynastins nya kejsare Temür khan, och kejsaren erkände Kyawswa som kung av Pagan. I december 1297 gjorde Kyawswas tre bröder statskupp och etablerade kungariket Myinsaing och Kyawswas son Saw Hnit tillsattes som kung.

## Invasionen
År 1300 attackerade burmesiska styrkor ledda av Athinkhaya en mongolisk garnison norr om Mandalay. I juni samma år skickade kejsar Temür khan en mindre invasionsstyrka från Yunnan som motåtgärd.  Den mongoliska invasionsstyrkan nådde den befästa staden Mandalay i januari 1301, men lyckades inte bryta genom det burmesiska försvaret. Kyawswas tre bröder lyckades muta befälhavaren för de mongoliska invasionsstyrkorna, som  drog sig tillbaka i april. De mongoliska befälhavarna avrättades i Yunnan, men mongolerna skickade ingen mer invasionsstyrka. 1303 lämnade mongolerna det övre Burma.